# 加藤将平
加藤 将平（かとう しょうへい、1963年〈昭和38年〉10月13日 - ）は、日本の俳優。愛知県出身。本名非公表。

## 人物・来歴
血液型はB型。身長176cm / 足サイズ26.5cm / 車好き温泉好き/右利き隠れサウスポー
1963年（昭和38年）愛知県愛西市（旧：海部郡）に誕生。
三人姉弟の末っ子。田畑に囲まれた平野な環境で幼少期を過ごす。
高等学校卒業後、1983年春上京。6年在籍した所属団体をやめ、小劇場を中心に活動していた。離婚歴あり。オスカープロモーション、出海企画、Prestigeを経る。
旧芸名：篠木亮平、加藤テツ(徹)名での活動時期がある。

## 出演

### テレビドラマ
- 江ノ島物語（藤沢市広報番組）
- 加藤将平と小野山千鶴のMallofTV
- ドラマ人間模様 ⻑い橋（1983年5月15日 - 6月5日、演出：高野喜世志、NHK総合）[4][注 5] - 田村喜一 役
- 金9 子供が見てるでしょ! 第4話（1985年11月1日、演出：吉田秋生、TBSテレビ系）[5][注 6] - 客 役
- 水曜ドラマスペシャル 危険なふたり5 ふるさと純情篇（1986年9月17日、演出：久世光彦、TBSテレビ系）[6][注 7]
- NEWジャングル 第1話・第4話（1988年1月8日・29日、演出：木下亮 / 鈴木一平、日本テレビ系）[7][注 7] - 広田 役
- 木曜ゴールデンドラマ（日本テレビ系）
  - ママ母戦争（1990年5月3日、演出：杉村六郎）[8][注 7]
  - 大阪船場女の陣（1990年10月11日、演出：小林俊一）[9][注 8]
- いつか王子様が（1992年1月6日、演出：星田良子、フジテレビ系）[10][注 8]
- 旅情サスペンス 風のロード 湯煙り地獄巡り（1992年4月6日、演出：藤嘉行、フジテレビ系）[11][注 8]
- ドラマシティ'92 悪霊の午後（1992年5月14日、演出：新村良二、日本テレビ系）[12][注 8]
- 火曜サスペンス劇場 殺人捜査 第1作（1992年8月25日、演出：深町幸男、日本テレビ系）[13][注 8]
- 金曜ドラマシアター 家族いろいろ貸します（1992年9月25日、演出：小田切正明、フジテレビ系）[14][注 8]
- 土曜ワイド劇場 人狩り 就職戦線殺人事件（1995年6月17日、演出：木下亮、テレビ朝日系）[15][注 8]
- 特命リサーチ200X（1997年、日本テレビ系）[16][注 8]
- 月曜ミステリーシアター 隠蔽捜査 第6話（2014年2月17日、演出：岡本伸吾、TBSテレビ系）[17][注 8]
- ドラマBiz ヘッドハンター 第3話（2018年4月30日、演出：土方政人、テレビ東京系）[18]
- 相棒 season17 第1話「ボディ」（2018年10月17日、監督：橋本一、テレビ朝日系）[19]
- 水曜ドラマ 同期のサクラ 第9話（2019年12月11日、演出：南雲聖一、日本テレビ系）[20]
- 絶対零度シリーズ（フジテレビ系）
  - 月9 絶対零度〜未然犯罪潜入捜査〜（第4シリーズ） 第10話（2020年3月9日、演出：小林義則）
  - AFTERSTORY（2020年3月23日、演出：品田俊介）[21]
- 木曜ドラマ 七人の秘書 Mission 1[22]・Mission 3 - Final Mission（2020年10月22日・11月5日 - 12月10日、監督：田村直己 / 片山修 / 山田勇人、テレビ朝日系）
- 連続ドラマW（WOWOW）
  - トッカイ ～不良債権特別回収部～ 第7話（2021年2月28日、監督：村谷嘉則、WOWOW） - 輸入雑貨販売会社 社長 役[23]
  - 邪神の天秤 公安分析班 第9話（2022年4月10日、監督：内片輝）[24]

### 映画
- 2022 沈黙のパレード　監督:西谷弘
- 2009 カイジ　人生逆転ゲーム　監督:佐藤東弥
- 1983 ヘッドフォン・ララバイ　監督:山根成之

### ＣＭ
- 2022 トヨクモ 安否確認サービス2 「カンタンだからウキウキ」篇
- 損保ジャパン 誕生　スマロ世代の医療保険 「入院パスポート」篇
- 2021 トヨクモ　安否確認サービス2 地震の時の安否確認大変じゃないですか？編
- 日本M＆Aセンター「M&A成約式」篇　「跡継ぎが足りない」篇
- ANAマイレージクラブアプリ（WebMovie）
- リクルートスタッフィング 「オンライン研修」篇
- 2020 伊藤ハム 長編「丸投げ案件」篇[25]（WebMovie）
- 2019 うるる NJSS（エヌジェス）入札情報速報サービス
- カゴメ リコピンコレステファイン　(Infomercial)
- USEN オフィスBGM
- ユーキャン永遠のフォーク大全集〜蘇る若かりし気持ち篇
- BIKEN 〜帯状疱疹.jp〜先生と小林さん篇[26]・・・先生役（共演：小林薫）
- 2018 大和証券グループ 自分を超える篇
- モチベーションクラウド 経営会議篇
- あしたのチーム ホンネ篇 & 退職届篇[27]
- NTTドコモ MyDaizのある暮らし篇  (WebMovie)
- 東京都 QUIZ! 働き方改革 Part1 テレワーク篇
- CHINTAI 2018春ドラマチック篇
- 2017 WOWOW 終電篇
- エポラ ミドリムシナチュラルリッチ (Infomercial)
- 2016 キャベジン コーワα 胃袋修復篇[28]
- NTT東日本 サポート篇
- TOYOTA Passo どうすんのよ篇
- 2015 日本通運 単身まるごと篇
- 2014 HITACHI 5人の日立篇
- Meiji 果汁グミ いちご篇（共演：石原さとみ）
- 2013 協和発酵オルニチン  (Infomercial)
- 眼鏡市場 i-relax篇
- 2012 ソニー損保 深づめ篇
- 2011 JAバンク 住宅ローンお得意な相談篇
- 東邦ガス 私たちのエネルギー篇
- ダイエー 「一の市」「木曜の市」
- 2010 日本生命 みらいサポート篇
- 2009 サッポロ ヱビスビール 笑顔篇
- 積水ハウス IS篇 (1年間)
- 2008 エース交易 　家族で安心 & ずっとつきあえる篇 (共演：床島佳子）
- ドクターシーラボ
- JT tasupo
- 2007 野村證券 個人向け国債　秋篇 (共演：小西真奈美）
- バンク・オブ・ニューヨーク・メロン(1年間 米国放送)
- 2006 三越 お歳暮　後輩たちへ篇
- NEC ノートPC UltraLite  FLY篇
- きんでん総合エンジニアリング* パナホーム
- 崎陽軒* ヴィクトリア* ロッテ クランキーチョコ
- 講談社コミックモーニング* サークルＫ* 日興證券
- パンアメリカン航空* メガネの愛眼* フジカラー

### 舞台
- 佐渡島他吉の生涯 （東宝） 森繁久彌/井上思共同演出
- 蘆火野 　　　　　 　〃　　津村健二演出
- 赤ひげ診療箪　 　 　〃　　沢島正継演出
- 女たちの夜明け 　 　〃　　井上思演出
- リア王 （劇工房ライミング）  中島晴美演出
- 十二夜 　　　　〃　　　　 中島晴美演出
- 砂漠の風 　　　〃　　　　 西川信廣演出
- ダウンタウン物語
- 人斬り以蔵

### ナレーション
- Audi
- EXILIM
- セイコー「クレドール」web
- キャノン
- コミックガンボ発売記念
- 富士ゼロックス
- 読売新聞
- 旅番組「ROMAN海道」（スカパ全12回）
- ジョイライフ藤が丘
- ナリコー
- ジョイライフ鯛ノ浦
- オンワード樫山
- ビーボコーポレーション
- ウマニア
- ニンテンドーDS
- ベリンジャー
- CASIO
- G+)複数本
- ナンジャタウン 大石大五郎
- ルネ・ルランディス
- 高校野球テレホン速報
- ゲームソフト（東京23区制服ウォーズ）
- ビジネスフロンティア（東経110度CSデジタル放送）
- CHALLENGE COMPANY（スカパ）複数本
- フアネス・エイコン NEWアルバム来⽇公演 告知スポット

### ETC
《Still》
- 積水ハウス[29]　 Works[30]
- 読売新聞、彩の国、J&J、May、小田急、IBM

V
- 富士ゼロックス* 中外製薬（ナビゲーター）* サントリー
- 日産* キャノン（ナビゲーター）* 東京電力
- ユニシアジャックス* セブンイレブン

MC
- 各種イベント[注 9]